# Об'єднані зусилля 2020
«Об’єднані зусилля 2020» (англ. Joint Effort;) — стратегічні командно-штабні навчання на території України. Окрім українських підрозділів, у них беруть участь підрозділи збройних сил країн-членів НАТО, зокрема, США та Великої Британії. Навчання проводять у всіх областях України. «Об’єднані зусилля – 2020» – це перший масштабний захід після долучення України до Програми розширених можливостей НАТО (Enhanced Opportunity Program). 

## Сценарій навчань
«Об'єднані зусилля 2020» — це відповідь України російській агресії та гібридним планам. «Об'єднані зусилля — 2020» за своїм форматом є унікальними. У навчаннях «Об'єднані зусилля — 2020» беруть участь 12 тисяч військовослужбовців. 8 тисяч з них протягом практичної фази навчань перебуватимуть на полігонах та у навчальних центрах. Залучено також півсотні одиниць артилерійських систем, до 80 танків та 450 бойових броньованих машин. Загальна кількість бойових кораблів та суден забезпечення, які протягом навчань виконуватимуть комплекс практичних завдань в акваторії Чорного та Азовського морів, загалом складає до 20 одиниць.
До навчань залучатимуться зразки техніки, нещодавно прийнятої на озброєння Збройних Сил України. Новітні комплекси «Нептун», «Вільха», безпілотні літальні комплекси Bayraktar TB2. Навчання такого формату проводяться вперше. Їхня мета — практичне виконання завдань у багатонаціональному середовищі за стандартами та процедурами НАТО, підвищення рівня взаємосумісності підрозділів Збройних Сил та держав–партнерів. У рамках навчань буде розгорнута система управління Територіальної оборони України та задіяно понад 7000 резервістів. Під час навчань також відпрацюють різні схеми застосування підрозділів тероборони у взаємодії з іншими силовими відомствами. У навчаннях візьме участь авіація країн-членів Альянсу, будуть відпрацьовані спільні дії сил спеціальних операцій та десантно-штурмових підрозділів у різних умовах обстановки. Під час навчань проводитиметься прийняття, обробка та передача інформації від партнерів у інтересах вогневого ураження. Особливостями навчань буде масштабне застосування частин та підрозділів ракетних військ і артилерії у комплексі з авіацією Повітряних Сил та зенітними ракетними військами.
Також будуть проводитись планові заходи підготовки з залученням інструкторів тренувальних місій UNIFIER, JMTG-U, ORBITAL. Передбачається і забезпечення обміну даними про повітряну та наземну обстановку, зокрема з використанням літаків АВАКС та безпілотних літальних апаратів RQ-4D Global Hawk. Крім того, до навчань залучатимуть різні види Збройних Сил України та інші військові формування та правоохоронні органи.
Навчання триватимуть із застосовуванням процедури планування за стандартами НАТО.

## Перебіг
Перший етап навчань «Спільні зусилля 2020» почався з десантування британських та українських десантників у Миколаївській області.
Під час практичної фази стратегічних командно-штабних навчань вперше брав участь підрозділ озброєний комплексом РК-360МЦ «Нептун». Було відпрацьовано знищення корабля противника. Особовий склад висунувся на визначену позицію, провів необхідні дії для розгортання пускової установки комплексу отримав Наказ на ураження та після імітування пуску знявся з позиції.